# Ioannis Persakis
Ioannis Persakis (řecky Ιωάννης Περσάκης, 1877, Athény – 1943) byl řecký atlet, specialista na trojskok, účastník 1. letních olympijských her 1896 v Athénách a držitel bronzové olympijské medaile v trojskoku.
Soutěž trojskokanů byla historicky první ukončená disciplína moderních olympiád. K soutěži se přihlásilo sedm skokanů z pěti zemí, některé zdroje však uvádějí až deset závodníků, ale shodují se ve jménech medailistů. Disciplínu jednoznačně ovládl James Connolly z USA, který skočil 13.71 metrů, což bylo o více než metr dál než jeho soupeři. Alexandre Tuffèri na druhém místě měl výkon 12.70 m, čímž skončil těsně před Persakisem (12.52 m), jemuž patřila bronzová medaile. Persakisův výkon byl novým řeckým národním rekordem, o osm centimetrů překonal svůj výkon z Panhelénských her konaných předtím na jaře.
Persakis se narodil v Athénách, kde také závodil za oddíl Panellinios GS, za nějž závodil i Persakisův bratr Petros Persakis, bronzový medailista v gymnastickém cvičení na kruzích a stříbrný ve cvičení družstev na bradlech.